# Kabaret (České Budějovice)
Kabaret, také Cabaret Happy, Happy Cabaret nebo jen Cabaret, byl dům a podnik v Českých Budějovicích. Během svého fungování nabízel občerstvení a erotické služby, před zánikem došlo k sérii požárů, v jejichž důsledku byl objekt stržen.

## Erotický klub
Během svého fungování nabízel tehdy oblíbený podnik občerstvení (bar), lesbické show, go-go tanečnice a další atrakce. Podle obyvatel okolních domů byl podnik bezproblémový. Zákazník zazvonil, byl vpuštěn dovnitř. Ven byla slyšet jen hudba, ale nedocházelo k rušení klidu. Ještě roku 2005 byl podnik činný.

## Série požárů
V roce 2006 byl majitel odsouzen k sedmi letům vězení za střelbu v táborské nemocnici. Po propuštění dle výpovědí svědků dům opakovaně podpaloval, v 70 % případů byl při požáru přistižen právě majitel. Další požáry byly způsobeny bezdomovci nebo narkomany, kteří se ve zdevastovaném objektu pohybovali. Obyvatelé okolních domů zaznamenali zhruba 15 požárů, nejčastěji v letech 2016 a 2017.

### Seznam požárů
Seznam není kompletní, obsahuje pouze publikované události:
- 22. duben 2013 – požár podkroví s předběžným odhadem škody ve výši 250 000 Kč[8][9]
- 20. únor 2018 – uhašena dvě ohniska patrně založená bezdomovci[7]
- 9. září 2018 – uhašen požár odpadu, beze škody[10]
- 17. listopad 2019 – požár střechy, škoda na budově a oknech vedlejšího domu odhadnuta na 1 000 000 Kč, před požárem se na střeše pohyboval muž s kanystrem[2][11]

## Odstranění stavby
V prosinci 2017 nařídil stavební úřad vyklizení a zabezpečení budovy, aby nedocházelo k dalšímu poškozování. Devastace ale pokračovala a hrozilo zřícení. V srpnu 2018 nařídil stavební úřad odstranění budovy do 30. listopadu 2018. V lednu 2019 bylo kontrolou zjištěno, že k odstranění nedošlo. Stavební úřad prodloužil termín k odstranění do 9. dubna 2019, situace se však nezměnila. 21. listopadu 2019, krátce po posledním požáru, přistoupilo město České Budějovice k likvidaci objektu, jejíž náklady ve výši zhruba 2 000 000 Kč budou zpětně vymáhané po majiteli.